# Кобзарь, Александр Николаевич
Алекса́ндр Никола́евич Кобза́рь (укр. Олександр Миколайович Кобзар; род. 18 мая 1976, Киев) — украинский актёр театра и кино, режиссёр. Народный артист Украины (2025).

## Биография
Родился 18 мая 1976 года в Киеве. 
В 2000 году окончил актёрский факультет Киевского театрального института им. Карпенко-Карого (курс Бориса Ставицкого), а в 2005 году — это же учебное заведение по специальности «режиссура драматического театра» (курс Константина Дубинина).
После окончания ВУЗа уезжает работать в Донецкий театр русской драмы. Через два года переезжает работать в Нежинский театр, где будучи студентом третьего курса режиссуры Александр занимался в том числе и постановками.
С 2004 по 2016 год — актёр киевского Академического театра драмы и комедии на левом берегу Днепра. В 2009 году в соавторстве с актёром и режиссёром Андреем Самининым написал инсценировку и поставил спектакль «Играем Чонкина» по роману Владимира Войновича «Жизнь и необычайные приключения солдата Ивана Чонкина».
С 2016 года артист Национального академического драматического театра имени Леси Украинки.

## Театральныеработы

### Киевский академический театр драмы и комедии на левом берегу Днепра
- 2005 — «Соблазнить, но не влюбиться» по пьесе Э. Радзинского «Окончание Дон Жуана» — Дон Жуан
- 2005 — «Сирано де Бержерак» Э. Ростана — Ле Бре, Капитан Карбон
- 2005 — «Зрители на спектакль не допускаются!» по пьесе М. Фрейна «Театр» — Ллойд Даллас, режиссёр
- 2005 — «Ромео и Джульетта» У. Шекспира — Абрам
- 2006 — «Очередь» А. Марданя — бизнесмен
- 2007 — «Последний герой» А. Марданя — Виктор
- 2008 — «Лолита» В. Набокова — доктор Куилти
- 2008 — «Анна Каренина» Л. Толстого — Константин Лёвин
- 2008 — «Ричард III» У. Шекспира — Лорд Стенли
- 2009 — «Играем Чонкина» по роману В. Войновича «Жизнь и необычайные приключения солдата Ивана Чонкина» — Командир Губа / Председатель Голубев
- 2010 — «Три сестры» А. Чехова — Андрей Прозоров
- 2011 — «Гости грядут в полночь» по пьесе А. Миллера «Прощание Дон Жуана» — Пьетро / Нотариус
- 2011 — «Сезон любви» («Высшее благо на свете») по пьесе «Месяц в деревне» И. Тургенева — Михаил Александрович Ракитин
- 2012 — «Карнавал плоти» по пьесе Г. Бюхнера «Войцек» — Войцек

## Фильмография
- 2006 — Второй фронт — немецкий снайпер
- 2006 — Девять жизней Нестора Махно (серии 1-3) — Емельян Махно
- 2006 — Дурдом — Соболев, нарком
- 2006 — Седьмое небо — киллер
- 2006 — Первое правило королевы — эпизод
- 2007 — Под знаком Девы — муж Наташи
- 2007 — Психопатка — соглядатай
- 2007 — Секунда до… — священник
- 2007 — Тормозной путь — эпизод
- 2007 — Фабрика счастья — эпизод
- 2008 — Адреналин — Евгений Маркин
- 2008 — День зависимости — Евгений
- 2008 — Начать сначала. Марта — эпизод
- 2008 — Осенний вальс — Евгений Шестаков, жених Маши, врач-онколог
- 2008 — Отряд — Лёня, утопленник
- 2008 — Хорошие парни (сериал) — информатор Свэн, бармен
- 2008 — Чёрное платье — Григорьев
- 2009 — Притяжение — Олег Сергеевич Нестеров, муж Маши
- 2009 — Правила угона — Влад Ботов
- 2009 — Право на помилование — Дмитрий Белов, бывший охранник Чухонцева
- 2009 — Реквием для свидетеля — Сергей Донников, адвокат
- 2009 — Загадай желание — эпизод
- 2009 — Осенние заботы — Стас, пианист, муж Ларисы
- 2009 — Осенние цветы — переводчик
- 2009 — Похищение богини — Михаил Красовский, адвокат Орлова
- 2010 — Когда на юг улетят журавли — Алексей, ухажёр Ирины
- 2010 — Мудаки. Арабески
- 2010 — Не скажу — начальник охраны Малютина
- 2010 — Мама напрокат — Борис Шишкин, хозяин кафе «У Шишкина»
- 2010 — Брат за брата — Алексей Брюсов, районный криминальный авторитет
- 2010 — 1942 — Вольдемарс
- 2010 — Антиснайпер. Выстрел из прошлого — помощник «Старика»
- 2010 — Вера, Надежда, Любовь — эпизод
- 2010 — Демоны — Ярослав, служка в храме, бывший бандит
- 2011 — Доставить любой ценой — Череп
- 2011 — Доярка из Хацапетовки—3 — Виктор Капралов, актёр (в титрах не указан)
- 2011 — «Кедр» пронзает небо — Гельмут Греттруп, немецкий инженер-атомщик
- 2011 — Паутинка бабьего лета — Антон Куницын, отец Ксюши
- 2011 — Чемпионы из подворотни — Ворон, вратарь
- 2011 — Ярость — Илья Андреевич Розин, анестезиолог
- 2011 — Я тебя никогда не забуду — Пётр Михайлович Незлобин, следователь
- 2012 — Матч — Георгий Шевцов
- 2012 — Любовь с оружием — Максим Балашов, спецназовец
- 2012 — Мечты из пластилина — Аркадий Михайлович Туркин, чиновник
- 2012 — Полёт бабочки — Дмитрий Дмитриевич Соколов, майор ФСБ
- 2012 — Последняя роль Риты — Антон Алексеевич Рожков, продюсер
- 2012 — Смерть шпионам. Скрытый враг — штурмбаннфюрер Вальд, руководитель разведшколы
- 2012 — Солнцеворот — Михаил
- 2013 — Бомба — "Эсхил", сотрудник консульства СССР в Сан-Франциско, агент русской разведки
- 2013 — Двойная жизнь — Саня, бармен
- 2013 — Пленница — Родион
- 2013 — Поводырь — Владимир, сотрудник ОГПУ
- 2013 — Тёмные лабиринты прошлого — Борис
- 2014 — Дело для двоих — Константин Скворцов
- 2014 — Лабиринты судьбы — Геннадий, муж Ольги
- 2014 — Пока станица спит — Илья Савельевич Рогожин
- 2014 — Тайный город—2 — Куприянов
- 2015 — 25-й час — Филипп Громов
- 2015 — Влюблённые женщины
- 2015 — Восемь
- 2015 — По законам военного времени — Александр Сергеев, следователь военной прокуратуры
- 2015 — Никонов и Ко — Сергей Никонов, следователь-инвалид
- 2016 — Гражданин Никто — Антон Олегович Брикер, офицер госбезопасности \ политик
- 2016 — Родственнички — Михаил Иванович в молодости[3]
- 2018 — Сувенир из Одессы — Алмазов
- 2018 — Безумная свадьба — Тарас
- 2018 — Сказка про деньги — Чёрт хапун
- 2019 — Прятки — Евгений Викторович Боровко
- 2019 — Вскрытие покажет — Марк Грановский, адвокат
- 2019 — Другая — Ратов
- 2019 — Возвращение — Вадим
- 2019 — Безумная свадьба 2 — Тарас
- 2020 — Против течения — Юрий
- 2021 — Пульс — отец Оксаны
- 2023 — Отец — Влад Артемьев

## Награды
- 2008 — премия «Киевская пектораль» в номинации «Лучшая мужская роль» (Виктор), «Последний герой»
- 2010 — премия «Киевская пектораль» в номинации «Лучший режиссёрский дебют» за спектакль «Играем Чонкина» (совместно с Андреем Самининым)
- 2017 — Заслуженный артист Украины[4]
- 2021 — Орден За заслуги III степени[5]
- 2025 — Народный артист Украины[6]